# Чаплин, Юрий Константинович
Ю́рий Константи́нович Ча́плин (р. 2 февраля 1955, город Раменское, Московская область, РСФСР, СССР) — российский политик. Член Совета Федерации от правительства Астраханской области, бывший заместитель председателя центрального исполкома партии «ЕР» (до мая 2005), бывший представитель в Совете Федерации РФ от Рязанской областной Думы.

## Биография
Родился 2 февраля 1955 года в городе Раменское Московской области.
В 1978 г. окончил факультет кибернетики Московского инженерно-физического института (МИФИ) по кафедре «Электронные вычислительные машины», специальность «Системотехника». Работал инженером Раменского приборостроительного конструкторского бюро.
С 1982 по 1986 год — второй, затем первый секретарь Раменского горкома ВЛКСМ.
С 1986 по 1987 год — заведующий отделом Московского областного комитета ВЛКСМ.
С 1987 по 1990 год — инструктор, ответственный организатор отдела Московского комитета КПСС.
С 1990 по 1992 год — заведующий отделом Исполкома Московского областного совета народных депутатов.
В 1992—1996 годах — помощник главы администрации Московской области.
С 1996 по 1999 год — заместитель главы администрации Московской области.
В апреле 1999 года назначен министром Правительства Московской области по общим вопросам.
С 2000 по 2004 год — помощник руководителя Администрация президента России.
С февраля 2004 г. — представитель в Совете Федерации Федерального Собрания Российской Федерации от Рязанской областной Думы.
С февраля 2005 г. по декабрь 2014 г. — представитель в Совете Федерации Федерального Собрания Российской Федерации от правительства Астраханской области. Член Комитета Совета Федерации по аграрно-продовольственной политике и рыбохозяйственному комплексу.
8 мая 2015 года назначен заместителем председателя Правительства Астраханской области — руководителем представительства Губернатора Астраханской области при Правительстве Российской Федерации (агентства Астраханской области).
Действительный член Международной академии информатизации (МАИ).

## Государственные награды
- В 1997 году — медаль В память 850-летия Москвы.
- В 1999 году награжден орденом Почета.

## Семья
Жена — Чаплина Татьяна Васильевна, 28.04.1961 года рождения, уроженка города Раменское Московской области.
Сын — Чаплин Никита Юрьевич — депутат Московской областной Думы 4-го, 5-го и 6-го созывов. Первый заместитель Председателя Московской областной Думы. Курирует вопросы бюджета, экономики, финансовой и налоговой политики, имущественных отношений и землепользования, а также вопросы строительства и жилищно-коммунального хозяйства.